# 森町村
森町村（もりまちむら）は、かつて新潟県南蒲原郡にあった村。

## 沿革
- 1901年（明治34年）11月1日 - 南蒲原郡四ツ沢村、本下田村及び前谷村の区域の一部が合併して、南蒲原郡森町村が発足する。
- 1955年（昭和30年）3月31日 - 南蒲原郡長沢村、森町村及び鹿峠村が合併して、南蒲原郡下田村が発足する。